# ニハーヴァンドの戦い
ニハーヴァンドの戦い（ニハーヴァンドのたたかい、阿: معركة نهاوند）は、642年にニハーヴァンド（現在のイランのテヘラン南方）でサーサーン朝と正統カリフ時代のイスラーム勢力（アラブ軍）との間に起こった戦いである。皇帝ヤズデギルド3世のサーサーン朝軍はアラブ軍に敗退し、サーサーン朝は事実上滅亡した。この戦いは、イスラーム教徒の間では「勝利の中の勝利」と呼ばれている。

## 背景
当時、イスラーム成立後の大征服の時代で、正統カリフの下にアラブ・ムスリム軍はアラビア半島から領地を拡大していた。一方、ホスロー2世時代のサーサーン朝は、東ローマ帝国との長い戦いやその後の王位争いなどで国力を消耗しており、新興のアラブ軍の前にサーサーン朝は敗退を重ねた。オリエントの大国だったサーサーン朝の弱体化は覆うべくもなく、636年にメソポタミアでサーサーン朝と正統カリフ勢力の大軍同士がぶつかったカーディシーヤの戦い（636年）で、イスラーム軍に決定的な敗北を喫した。サーサーン朝の本拠地イラクへ進出したアラブ軍により首都クテシフォンは陥落し、ザグロス山脈を越えてイラン高原に侵攻したアラブ軍とサーサーン朝軍の間で642年、ニハーヴァンドの戦いが起こった。

## 両軍の兵力
アッバース時代のウラマー、歴史家で『諸使徒と諸王の歴史』を著したタバリーによると、ヤズデギルド3世の重臣のペーローズ・ホスローが率いるサーサーン朝軍は、イラン高原中からかき集められた約10万人。対するアラブ軍は約3万人だった。数で勝ったペルシア兵だったが兵の精強さでアラブ軍に劣り、山間の隘路で攻撃を受けて多くの兵を失った。

## 戦闘
ニハーヴァンドの戦いの経緯については諸説唱えられている。一説によると、アラブ軍は、第2代正統カリフのウマルが死んだという偽の情報を流してサーサーン朝軍をおびき出し、勢いづいたサーサーン朝軍騎兵がなし崩し的に追撃を開始してアラブ軍を追ったところを隘路に誘い込んで包囲し殲滅した。
他方、上記のような策略によってでなく、アラブ軍は純粋に戦術を駆使してサーサーン朝軍を撃破したという説も有力である。サーサーン朝軍は封建的な領主貴族の軍勢の集まりで、規律も緩みがちだったが、このときばかりは強固な防御陣でアラブ軍を迎えた。アラブ軍は小競り合いをしかけてサーサーン朝軍を優位な地点から誘い出した後に、組織的な退却に移った。これを追いかけるサーサーン朝軍の騎兵の隊列が隘路で細く伸びきったところで、士気旺盛なムスリム軍が一斉に反撃に転じ、混乱したサーサーン朝軍は大損害を被った。激闘になりムスリム軍の指揮官らも戦死したが、サーサーン朝軍は最高司令官のペーローズが乱戦の中で命を落とすなど大敗北を喫した。この敗北で、多くの軍人や文官らはヤズデギルド3世を見捨てた。

## 戦後
ニハーヴァンドの戦いによってサーサーン朝の軍隊は壊滅し、イラン高原では軍閥が乱立することとなった。皇帝ヤズデギルド３世はアム川の北方のバクトリアとソグディアナなどに呼びかけて軍を募ろうとし、最終的には息子のペーローズ王子を唐にまで派遣したが、実を結ばなかった。
帝国東方に逃走して再起を図ろうとしたヤズデギルド3世は、現地辺境総督（マルズバーン）の反感を買いホラーサーンのメルヴへ逃れたが、総督マーフワイフは皇帝への敵意を隠そうとしなかった。エフタルやテュルクから援軍を得られないまま、651年にヤズデギルド3世はマーフワイフに暗殺された。ペーローズ王子はサーサーン朝を再興し、正統カリフ勢力とその後継者のウマイヤ朝に対抗しようとしたが果たせず、亡命先の唐で死去した。

## 影響
哲学者で現代ペルシア語文学最高の詩人と言われるムハンマド・イクバールは、「イスラームの歴史の中で最も重要な出来事は何かと言えば、間違いなく『ペルシア征服』だろう。ニハーヴァンドの戦いは、アラブ人にペルシアという美しい国を与えただけでなく、古代から続くペルシアの文明を与えたということだ。これはつまり、セムとアーリヤを土台に新しい文明を作る能力がある人々を手に入れたということになる。セムとアーリヤという二つの思想の交わりで受胎したのがイスラーム文明であり、母なるアーリヤから優しさと洗練を、父なるセムからすぐれた精神力を受け継いだと言える。イスラームのペルシア征服に関して言えば、ローマ人のギリシャ征服と同じ意味を見いだすことができる」と評価している。